# Bucarasica
Bucarasica es un municipio colombiano ubicado en la Provincia de Ocaña en el departamento de Norte de Santander, en el oriente de Colombia.

## Toponimia
Se ha sugerido que entre las riberas de los ríos Tarra y Sardinata habitaba la tribu de los Bucarasicas, mas, si fue cierto, no hay historia de su existencia. Todo rastro aborigen se borró a mediados del siglo XVII. Y, por supuesto, resulta apócrifo el relato difundido sobre la existencia de los indios búcaros, del cacique Búcaro y la princesa Curasica (con este último nombre se conoce una vereda de La Playa). Con todo, Bucarasica es, a no dudarlo, una voz indígena.

## División Político-Administrativa
Además de su Cabecera municipal. Bucarasica tiene bajo su jurisdicción los siguientes Centros poblados:
- La Curva
- La Sanjuana

## Geografía
Bucarasica es una pequeña vena en la ramificación de la Cordillera Oriental de los Andes colombianos; pertenece a la hoya del lago de Maracaibo y a la subregión norte del departamento. Su extensión territorial es de 267 kilómetros cuadrados, que equivalen al 1.23% del total del departamento.

### Límites
Limita con los siguientes municipios: al norte con Ábrego y Sardinata; al sur con Lourdes y Villacaro; al Oriente con Sardinata y Lourdes; al Occidente con Villacaro y Ábrego.
Distancias a los principales centros urbanos: a Sardinata 25 kilómetros; a Cúcuta 95 kilómetros; a Ábrego 110 kilómetros; a Santander 135 kilómetros.

### Altitud
La cabecera municipal se encuentra a 1.125 metros sobre el nivel del mar. Goza de una temperatura promedio de 22 °C.

## Demografía
La población, según el censo de 2005 - 2006 se discrimina así: área rural 3.958 personas, cabecera municipal 549, para un gran total de 4.507 habitantes.

## Historia
El relato histórico se fundamenta en una investigación seria que consulte fuentes confiables como documentos, monumentos, huellas, entrevistas a personas poseedoras de información verosímil, y visitas a los lugares. 
Fue justamente lo que realicé a lo largo de varios años para escribir "Cerca de las estrellas: registro histórico y documentado de Bucarasica, población de la antigua provincia de Ocaña, en el departamento Norte de Santander, Colombia".
El mito y la leyenda no soportan ciertamente la historia, y la tradición oral se resiente de imprecisión y en ocasiones de tergiversación.
Un error que se cometió - y se sigue cometiendo - al referir los orígenes de Bucarasica, consistió en repetir lo que escribió Miguel Marciales Torres en su obra "Geografía histórica y económica de Norte de Santander", editada en 1948, quien en el apartado sobre los fundadores y la fecha de fundación de cada municipio dijo sobre el nuestro: "Bucarasica (El Playón): puesto de colonos, favorecido por Rafael Celedón (obispo samario)", poniendo como fecha de fundación 1877.
No se puede negar que si en algo acertó Marciales fue en lo relativo a "puesto de colonos", pero en el resto falló. Sin embargo, sus seguidores a su vez tergiversaron a Marciales pues ya no mentaron - o mientan - a Celedón como "favorecedor" sino como fundador, y en lugar del año 1877 se inventaron el año 1870. Más aún: unos se inventaron un 16 de julio y otros un 1° de diciembre.
Yo sostengo que como fecha fundacional se debe tener la del 24 de abril de 1893, día en que se celebró la primera ceremonia religiosa, puesto que si ya se contaba con capilla ello constituía un testimonio de la formación del poblado.
En el libro "Cerca de las estrellas" demuestro que Rafael Celedón llegó al obispado en 1892 y ejerció hasta 1902 cuando murió en La Cruz, hoy Ábrego. No existe ninguna constancia de que hubiera visitado el poblado. 
La parroquia de La Florida - hoy Bucarasica - fue creada por el excelentísimo señor Fray Francisco María Simón y Ródenas, sucesor de Celedón, en 1908, por lo que atribuirle a monseñor Celedón ese hecho es cuando menos un pecado histórico o una falsedad. Rafael Celedón era simple sacerdote en 1870 y andaba evangelizando los indios guajiros, y en 1877 se encargó de la rectoría del Seminario Conciliar de Santa Marta (véase Cerca de las estrellas, páginas 105 y 106). 
Sin embargo, caprichosamente quiso rendírsele homenaje al ilustre prelado por ser el supuesto fundador y el supuesto creador de la parroquia bautizando al colegio local como "Monseñor Rafael Celedón", mientras que monseñor Simón y Ródenas, quien sí visitó a Bucarasica en 1910, ha sido olvidado.
Hechas estas oportunas aclaraciones, continuemos con la génesis de Bucarasica.
A finales del siglo XIX aún se estilaban las divisiones territoriales de corte español. Así, en el actual territorio de Bucarasica se encontraban el partido de La Sanjuana, con extensión hasta La Victoria, hoy corregimiento de Sardinata, y el partido de El Playón, cuyo centro era el punto o sitio de La Florida. También se denominaban a las pequeñas aglomeraciones cuadrillas. Por ello, se habla primero de El Playón y poco después, cuando el caserío de La Florida ha logrado algún desarrollo, aquel nombre es sustituido por este. Los nombres de El Playón y La Florida se conjugan, por lo que en documentos oficiales de las dos primeras décadas del siglo XX se usan al tiempo, alternándolos de esta forma: La Florida – El Playón y El Playón – La Florida. Se pretendía que no hubiera la menor duda sobre el ente político-administrativo. Pero ha de entenderse que La Florida hacía referencia al poblado que se estaba formando y que con el tiempo sirvió de cabecera municipal. 
Hasta 1889 estos partidos pertenecieron al municipio de La Cruz – actual Ábrego – de la provincia de Ocaña, y luego al municipio de San Pedro – hoy Villa caro –, de la misma provincia. En 1921 figura La Florida como corregimiento de San Pedro.
Reiteramos lo puntualizado arriba: El caserío ya tomó cuerpo en 1893. Lo comprueba la existencia de una capilla. El 24 de abril de dicho año se administró por primera vez un sacramento: fue el bautizo del párvulo Pedro María Granados, al que apadrinaron Benjamín Torrado Pérez y su esposa Evarista Sánchez. Esta fecha puede considerarse válidamente fundacional. La parroquia fue erigida por decreto del 8 de diciembre de 1908, refrendado por decreto del 31 de diciembre, dados por el obispo de Santa Marta Fray Francisco María Primo Simón y Ródenas, un capuchino español que mereció ser declarado venerable por la Iglesia Católica. Es un error señalar al obispo Rafael Celedón como fundador de la parroquia ya que su muerte acaeció en 1902. Igualmente constituye un despropósito atribuirle el estímulo a la colonización ya que por la época en que se desarrolló él se hallaba difundiendo la doctrina cristiana como simple sacerdote entre los indios guajiros. En definitiva, nada fundó Celedón.
La migración se nutrió de gentes blancas provenientes de La Cruz, inicialmente, y luego de Gramalote, Sardinata, Santander, Boyacá y otros lares. La raza negra no tuvo presencia alguna. En 1897 el villorrio empezaba en la morada de Gabriel Clavijo, hoy propiedad de José Antonio Quintero Torrado; a continuación venía la vivienda de Benjamín Torrado, que lindaba por el Oriente con la plazuela. En la escritura de venta a Ignacio García se dice que Benjamín Torrado construyó a sus expensas la casa, en terreno adquirido a Raimundo Osorio. Hoy están edificados allí el centro de salud y la alcaldía municipal. Aún no existía el barrio El Palomar.
Se pueden citar entre los primeros habitantes del caserío de La Florida por aquellos años, a juzgar por los títulos escriturarios, a Benjamín Torrado, Ignacio García, Gabriel Clavijo, Telésforo García, Felipe Maecha, Enrique Pérez, Raimundo Osorio, Vicente Arévalo, Rafael Rolón, Antonio Rolón (padre del anterior), Florencia Álvarez, Miguel Arteaga, Justo López, Jacinto Cañizares y Juan María Suárez.
El nombre de Bucarasica aparece inicialmente en una escritura del 21 de enero de 1679 por la cual Juan de Arévalo vende a don José Álvarez de Herrera las tierras de Bucarasica y Turmeros. “El alcalde ordinario de Ocaña Luis Téllez Blanco aprueba la transacción”.
Hay enajenaciones hasta 1766. Por más de una centuria no se conoce actividad escrituraria. Empero, en las dos últimas décadas del siglo XIX la feracidad de las montañas vírgenes despertó una febril pasión de apoderamiento de los terrenos baldíos, que los colonizadores se afanaron por asegurar mediante documentos, primero en la notaría de Ocaña y a partir de 1893 en la notaría de Gramalote, principalmente, a donde acudían a granel.
Sin mencionar aquí los actos notariales de Ocaña, los documentos de escrituración hallados en la Notaría de Gramalote reflejan el movimiento de dos clases de pioneros: colonizadores propiamente dichos o colonos de baldíos, como se llamaban textualmente, y de ocupantes de las tierras colonizadas por compraventas, en el entendido que no son la misma cosa puesto que no cumplieron igual misión.
Hallamos, entonces, como colonizadores, a manera de ejemplo, en el partido de El Playón, a Feminiano Llanes en el sitio “El Presidio” (1882) – en la actual vereda de El Alto -, José Dolores Rincón en El Carmen – vereda del mismo nombre hoy en día – (1893), y Raimundo Peñaranda en el punto “La Azucena” (1893); y en el partido de La Sanjuana a Sixto Rosales (1892), Andrés A. Montaña (1893), Salustiano Clavijo Parada en el punto “Gallinetas” (1893), José Peña en el sitio “ Miraflores” (1896), y Manuel Botello en el sitio “San Isidro” (1896).
Por consiguiente, haciendo la salvedad de que la enunciación no es exhaustiva, entre los primeros colonizadores, compradores y colindantes de los predios baldíos transaccionados estuvieron: Secundino Rincón, Félix Ortiz, Heliodoro Celis, Juan Esteban Ovalle, Federico Vitolas, Ángel María Pérez, Antonio Arias, Cesareo Nova, Santiago Salcedo, Carmelo Ibarra, Nepomuceno Álvarez, José Peña, Román Rincón, Benito Esparza, Hernán Botello, Guillermo Vivas, José Escalante, Ramón García, Raimundo Suescún y los mentados Feminiano Llanes, José Dolores Rincón, Raimundo Peñaranda, Sixto Rosales, Andrés A. Montaña, Salustiano Clavijo, José Peña y Manuel Botello.
La mayoría de tierras fueron dedicadas al cultivo del café, de modo que para el año 1926 en el municipio de San Pedro, en general, y en su corregimiento La Florida, particularmente, sobresalían los siguientes caficultores: Ambrosio Carvajal, Víctor J. Rangel, Juan Arévalo y Francisco Aya, quienes en su finca “Provincias” mantenían 85.000 árboles; Manuel Botello, Sebastián del Castillo y Silvestre Rincón, con sembrados de 45.000 árboles por predio; Francisco Pérez y Laureano Afanador, propietarios de heredades con 35.000 árboles cada una; Florentino Rincón, cuyo fundo “La Pedregosa” estaba poblada con 30.000 árboles; Leonardo Becerra, José V. Durán, Ignacio García, Raimundo López, Campo E. Salamanca, Laureano Afanador, Tritón Calvo, Juan Carrillo, Pulcrecio Rodríguez, Carlos Méndez, Raimundo Serrano, José M. Gutiérrez, Salustiano Clavijo e hijos, Santos Calvo y Claudio Arteaga, todos con sembrados de 20.000 árboles; Manuel Soto, poseedor de “El Espejo” con 15.000 árboles; Bernabé García en cuyo campo “Aguadita” prosperaban 12.000 cafetos; e Ignacio García y José Escalante, con un floreciente cafetal de 20.000 árboles en su finca La Florida.
La Ordenanza N.º 51 del 30 de junio de 1938 le otorgó la categoría de municipio al corregimiento La Florida, dependiente entonces de San Pedro, y le varió el nombre por Bucarasica, dejando a San Pedro como su corregimiento. Surgieron desavenencias entre los dos conglomerados por ostentar la municipalidad. La Asamblea departamental dirimió el conflicto en 1948 mediante la Ordenanza N.º 9 del 25 de noviembre que los reconoció a ambos como municipios. La Ordenanza N.º 25 del 23 de diciembre del mismo año ratificó la decisión y le cambió el nombre al segundo ente, de San Pedro del Norte, dado en la Ordenanza Nº 9, por el de Villa caro, nombre que siguió rigiendo en adelante.

## Instituciones educativas
- Colegio "Rafael Celedón" (Centro urbano).
- Colegio "Carlos Julio Rangel" (La Sanjuana).
- También cuenta con tres centros rurales: CER Santa Rita que queda ubicada en la vereda Santa Rita. CER La Curva y CER Aguablanca.

## Sitios de interés
- Alcaldía.
- Puesto de Salud.
- Estación de Policía Nacional.
- Instituciones Educativas.
- Casa de la Cultura.
- Parque Principal.
- Iglesia Nuestra Señora del Carmen.

## Atractivos naturales
- Cascadas entre La Sanjuana y La Miel, carretera a Bucarasica.
- Cascadas entre La Sanjuana y Buenos Aires, carretera a Ocaña.
- Cascada Colombia, vereda El Alto.
- Pozo del ahogado
- La Hamaca

Viaducto de La Curva

## Festividades
- Día de la Virgen del Cármen.
- Novena de aguinaldo.